# Glaucostegus petiti
Glaucostegus petiti is een vissensoort uit de familie van de Glaucostegidae. De wetenschappelijke naam van de soort is voor het eerst geldig gepubliceerd in 1929 door Chabanaud.